# Jugaria quadrangularis
Jugaria quadrangularis är en ringmaskart som först beskrevs av William Stimpson 1854. Enligt Catalogue of Life ingår Jugaria quadrangularis i släktet Jugaria och familjen Serpulidae, men enligt Dyntaxa är tillhörigheten istället släktet Bushiella och familjen Serpulidae. Arten är reproducerande i Sverige. Inga underarter finns listade i Catalogue of Life.